# میدان نفتی بلیوار
میدان نفتی بلیوار (انگلیسی: Bolivar Coastal Field) از میدان‌های نفتی ونزوئلا است، که در سال ۱۹۱۷ کشف شد.